# Universidad Mendel en Brno
La Universidad Mendel en Brno (en checo Mendelova univerzita v Brně, MENDELU; en latín Universitas Mendeliana Brunensis) es una universidad pública checa ubicada en la ciudad de Brno, Región de Moravia Meridional. Fundada en julio de 1919 oficialmente como Universidad de Agricultura, para luego ser renombrada como Universidad Mendel de Agricultura y Silvicultura en Brno, en honor a Gregor Mendel, considerado como "el padre de la genética" y quien pasó parte de su vida realizando sus investigaciones en la ciudad. Es la universidad especializada más antigua del país, creada en una época cuando Moravia era una de las regiones con más alto desarrollo agrícola de Europa Central al término de la Primera Guerra Mundial en la recién creada Checoslovaquia.
Actualmente la universidad consta de cuatro facultades más de 8.000 estudiantes en 25 carreras de pregrado, 12 programas con títulos de maestría, 13 programas de grado con 17 cursos de maestría de cinco años de duración y 19 cursos de postgrado. La universidad es considerada bilingüe al ofrecer programas en inglés que no son gratuitos a diferencia de los cursos en checo.
Adicionalmente la universidad es propietaria de un jardín botánico y arboretum fundados en 1926 en Křtiny, así como también administra un predio de 10 mil hectáreas llamado "Bosque Masaryk" en Olomučany, que cuenta con granjas y aserraderos complementarios a las labores agrícolas y forestales de los estudiantes, todo esto dentro de la región histórica de Moravia. 

## Facultades

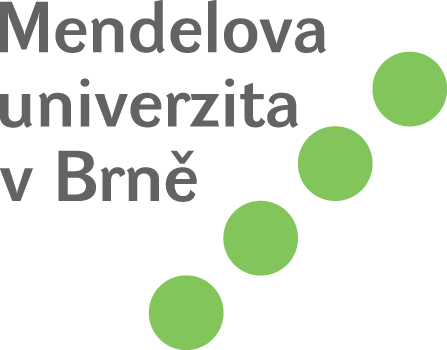
Logo de la universidad (en checo) con cuatro puntos verdes que representan los guisantes utilizados para el desarrollo de las Leyes de Mendel

La universidad cuenta con las siguientes cuatro facultades, un departamento y un instituto especializado independiente:
- Facultad de Ciencias Agronómicas
- Facultad de Ciencias Forestales y la Madera
- Facultad de Desarrollo Regional y Estudios Internacionales
- Facultad de Economía
- Departamento de Jardinería y Paisajismo en Lednice
- Instituto de Aprendizaje Permanente (con sede en Brno)

## Galería

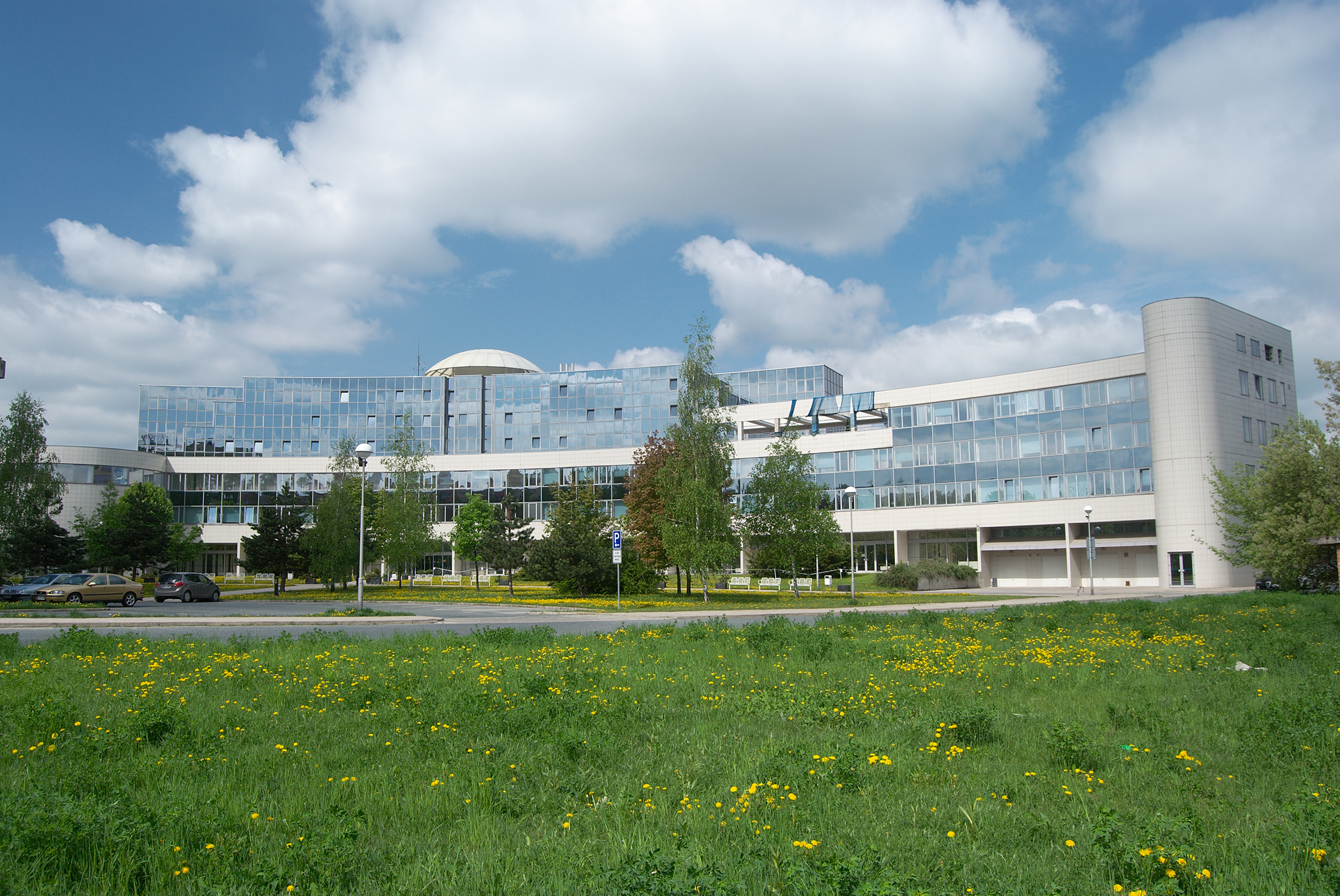
Facultad de Desarrollo Regional y Estudios Internacionales
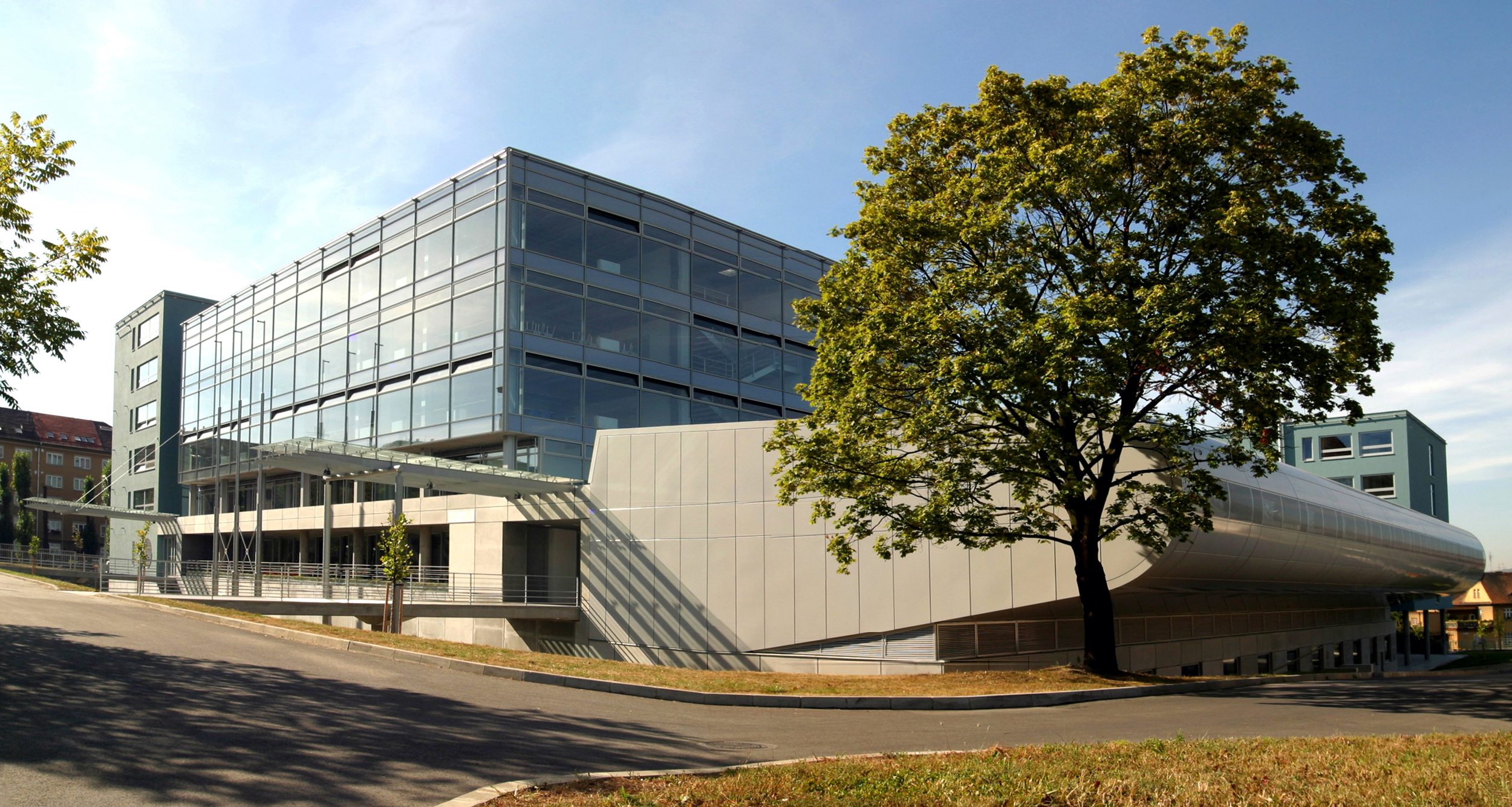
Facultad de Economía
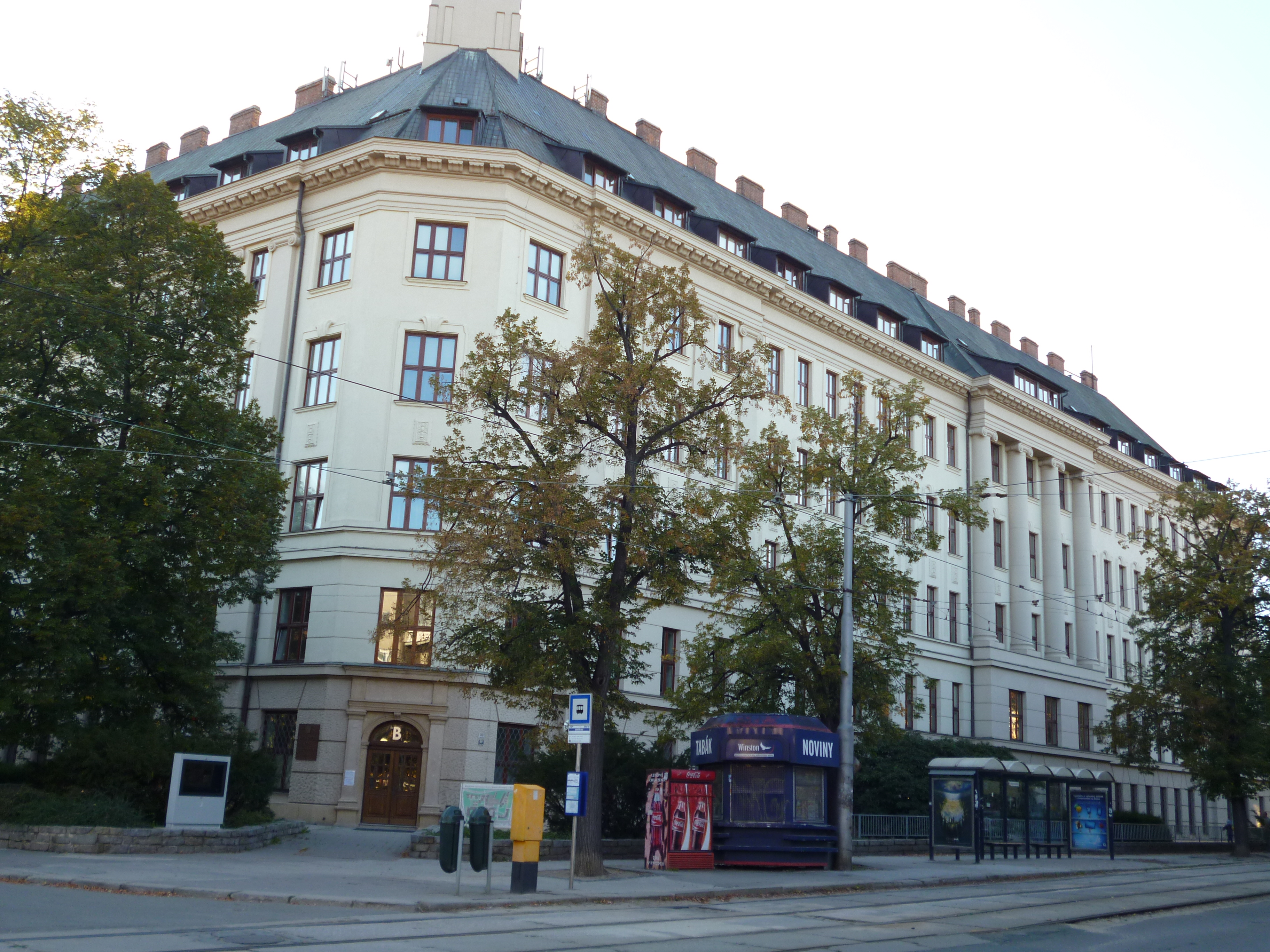
Facultad de Ciencias Forestales y la Madera
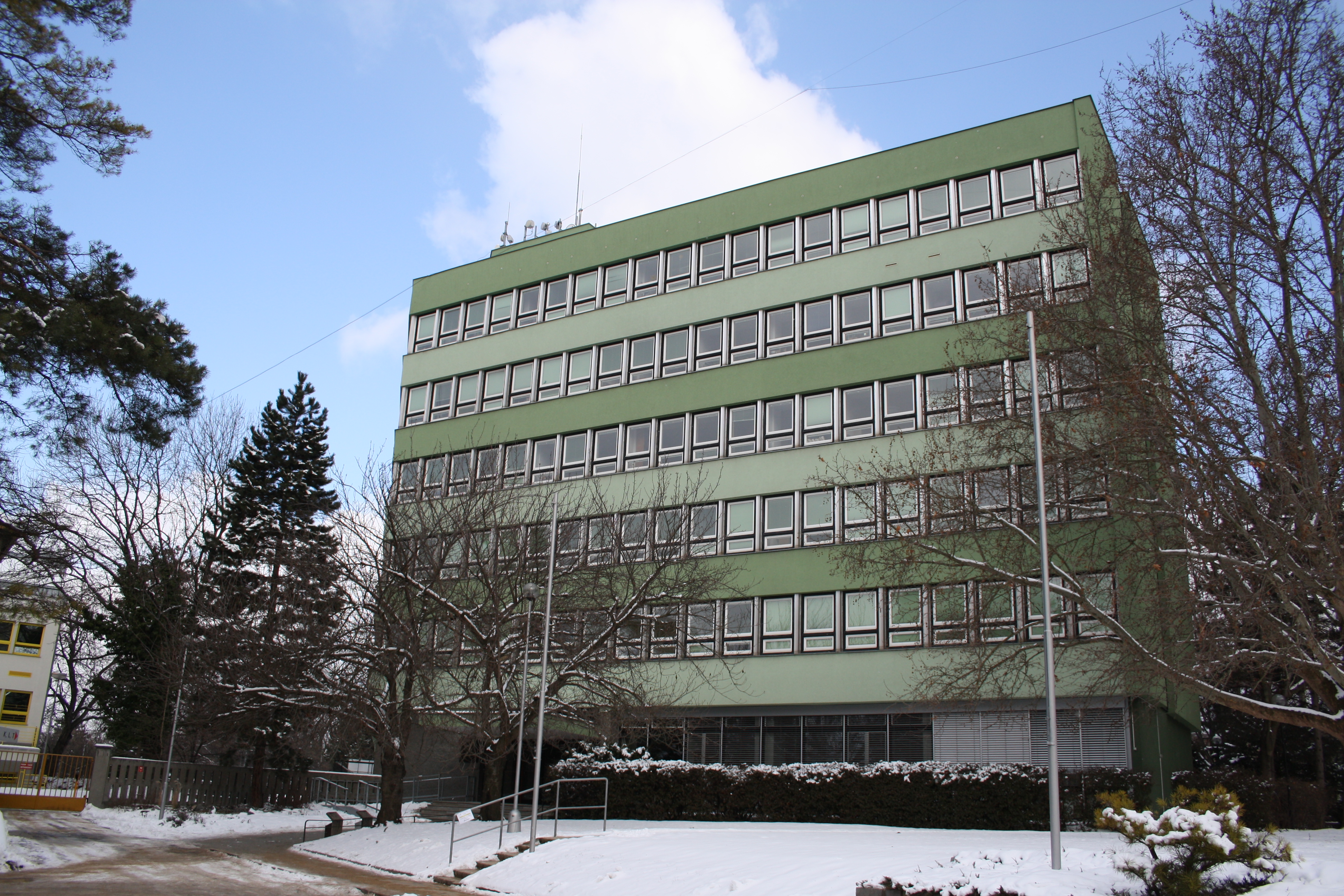
Sede de la Facultad de Ciencias Agronómicas